# Congregación de la Resurrección
La Congregación de la Resurrección de Nuestro Señor Jesucristo (en latín, Congregatio a Resurrectione Domini Nostri Jesu Christi), también conocida como Congregación de la Resurrección, es una congregación religiosa católica clerical, de vida apostólica y de derecho pontificio, fundada por los religiosos polacos Bogdan Jański, Piotr Semenenko y Hieronim Kajsiewicz, en 1836, en París (Francia). A los religiosos de este instituto se les conoce como resurreccionistas y posponen a su nombre las siglas C.R..

## Historia

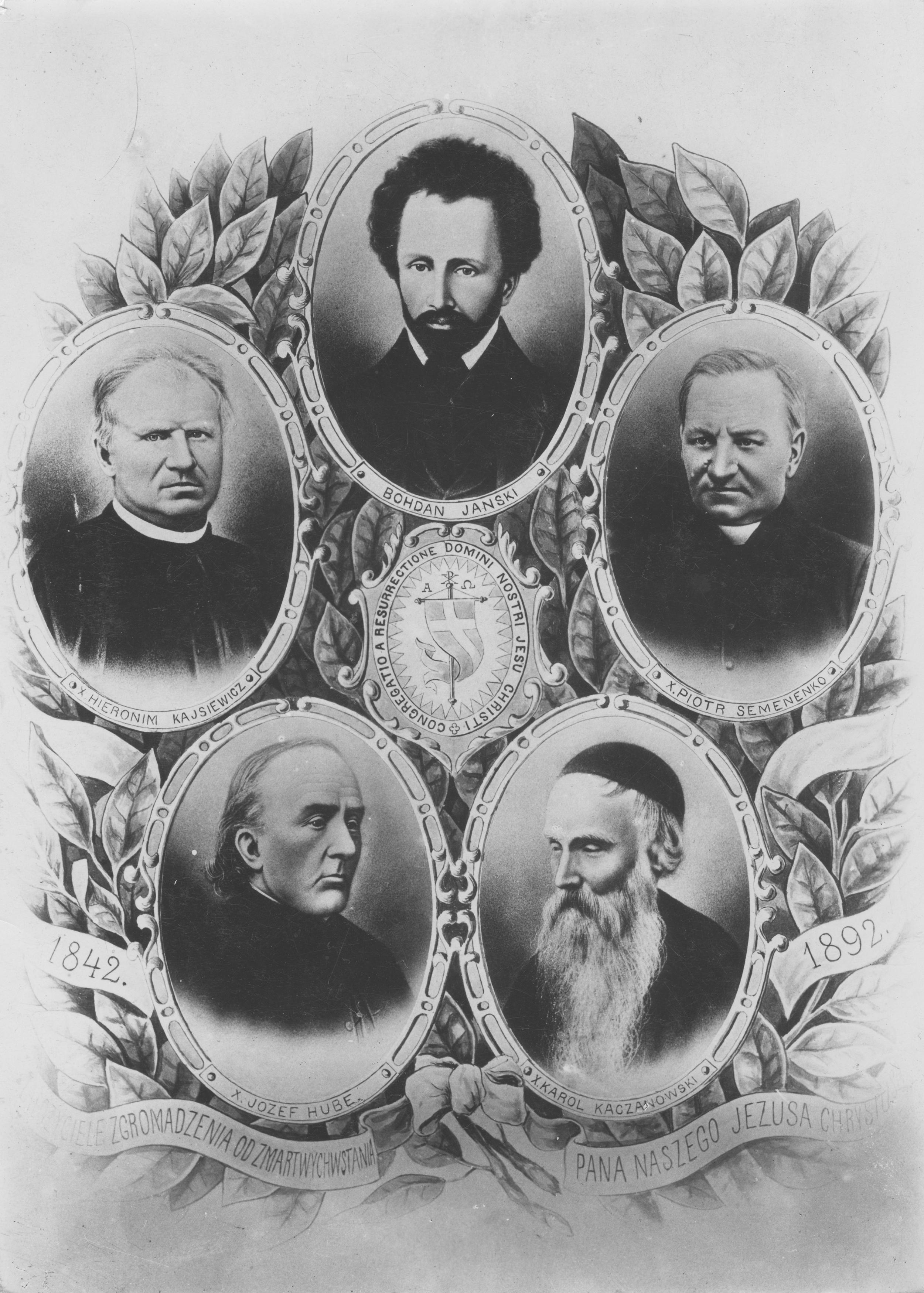
Grupo de fundadores de la Congregación de la Resurrección.

La congregación fue fundada por los religiosos polacos Bogdan Jański, Piotr Semenenko y Hieronim Kajsiewicz, el 17 de febrero de 1836, cuando iniciaron a vivir en común, en París, para atender a los numerosos refugiados polacos que llegaron a Francia, luego del levantamiento de Noviembre de 1830 contra el dominio ruso. Los fundadores se trasladaron a Roma para estudiar en el Colegio Romano, fueron ordenados sacerdotes en 1841. Semensko y Kajsiewicz profesaron sus votos el 27 de marzo de 1842, solemnidad de la Pascua de Resurrección, de donde tomaron el nombre para el instituto.
La congregación recibió la aprobación pontificia de parte del papa Pío IX, mediante decretum laudis del 9 de octubre de 1860. En 1882, Semenenko, junto a la religiosa Celina Chludzińska Borzęcka, dieron inicio a la rama femenina del instituto.

## Organización
La Congregación de la Resurrección de Nuestro Señor Jesucristo de la Santa Cruz es una congregación religiosa masculina, clerical, de vida apostólica, de derecho pontificio y centralizada, cuyo gobierno es ejercido por un superior general. La sede central se encuentra en Roma (Italia).
Los resurreccionistas se dedican a la atención de inmigrantes polacos, especialmente al apostolado parroquial y educativo. En 2017, el instituto contaba con 335 religiosos, de los cuales 296 eran sacerdotes, y 55 comunidades, presentes en Alemania, Australia, Austria, Bermudas (Reino Unido), Brasil, Bolivia,Bulgaria, Canadá, Italia, Eslovaquia, Estados Unidos, Polonia, Tanzania y Ucrania.